# Littoraria varia
Littoraria varia is een uitgestorven slak die tot de familie alikruiken (Littorinidae) wordt gerekend. De soort is alleen bekend als fossiel.